# لیش (هسن)
شهر لیش (به آلمانی: Lich) در ایالت هسن در کشور آلمان واقع شده‌است.

## نگارخانه

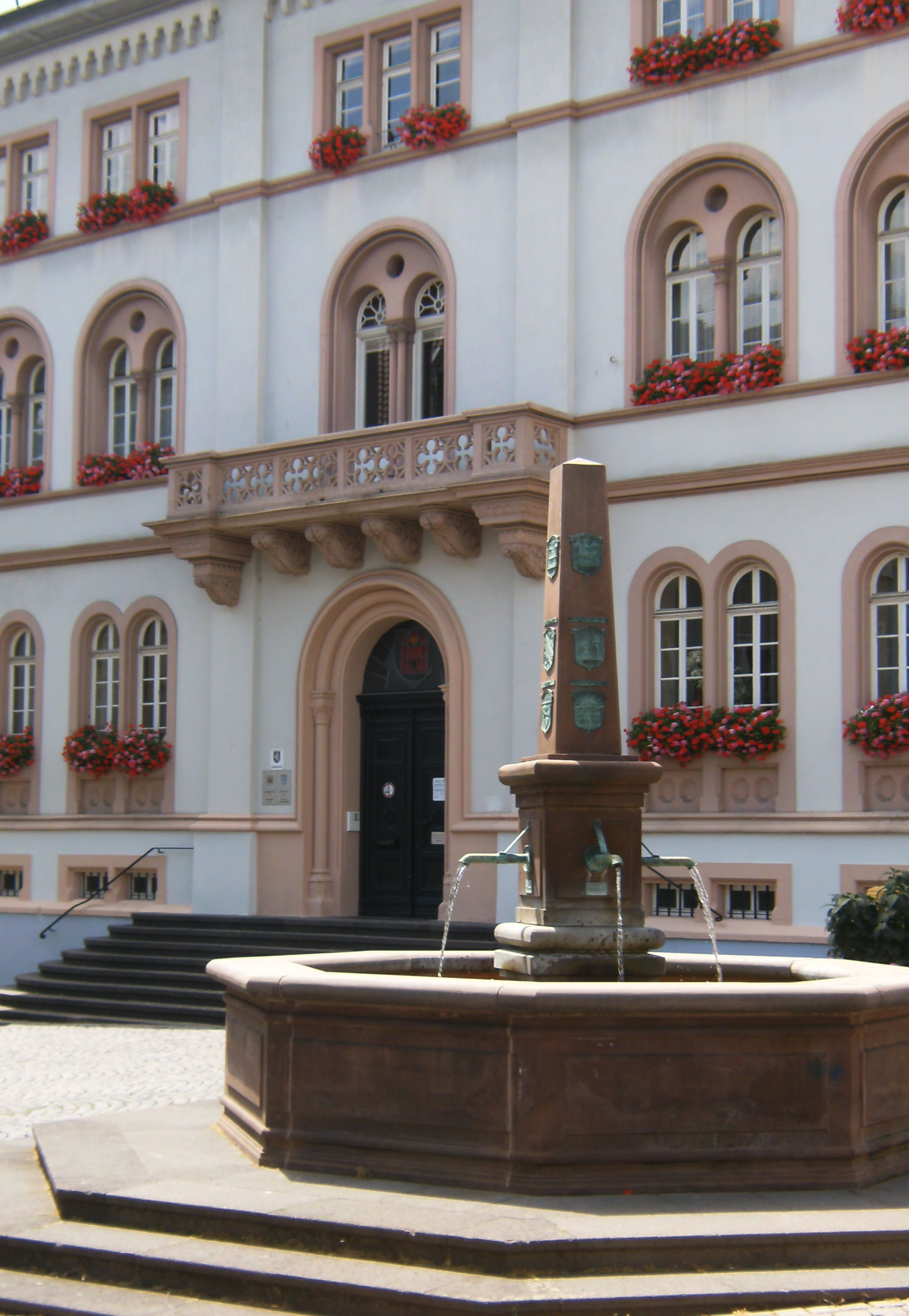
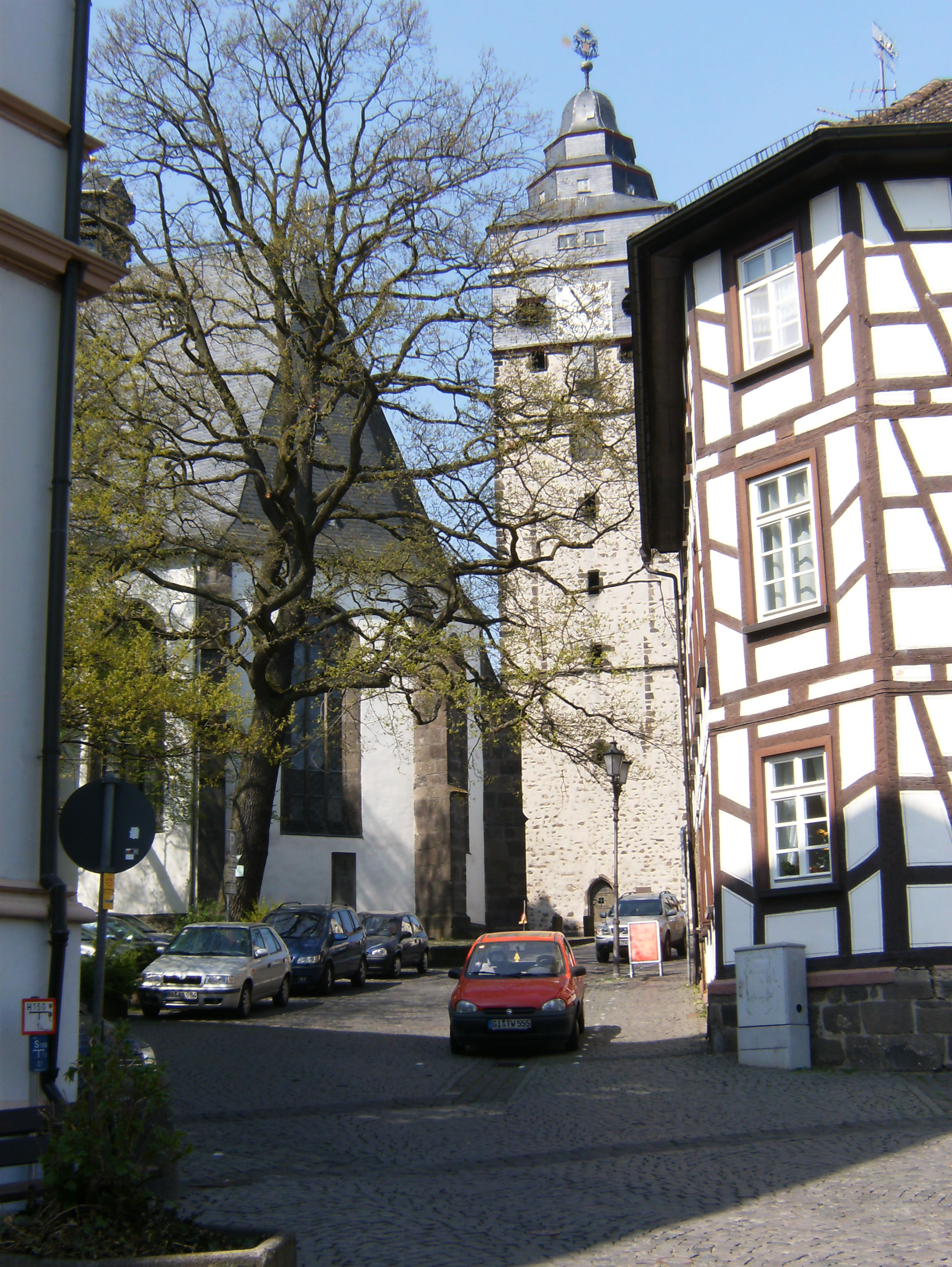
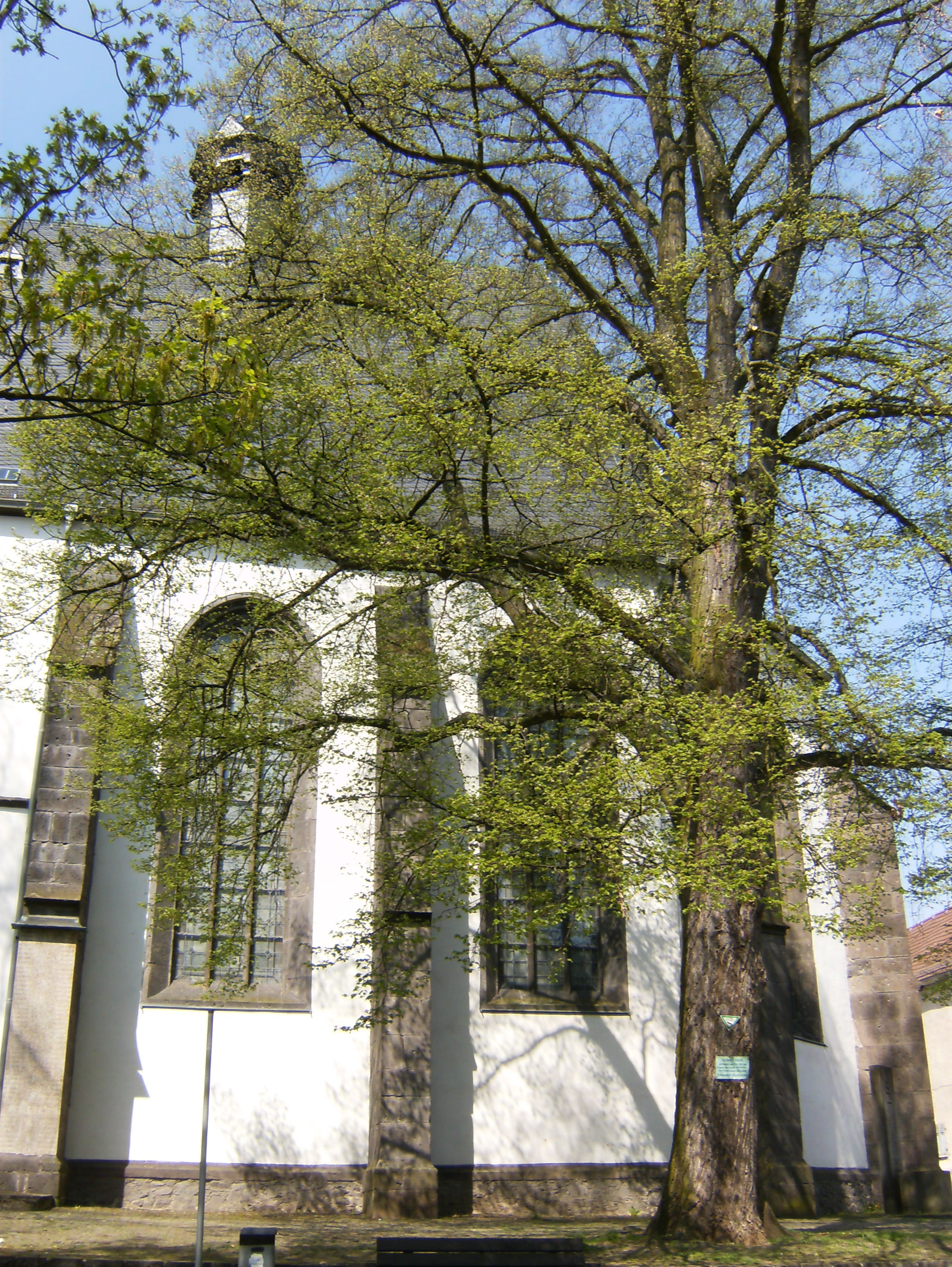
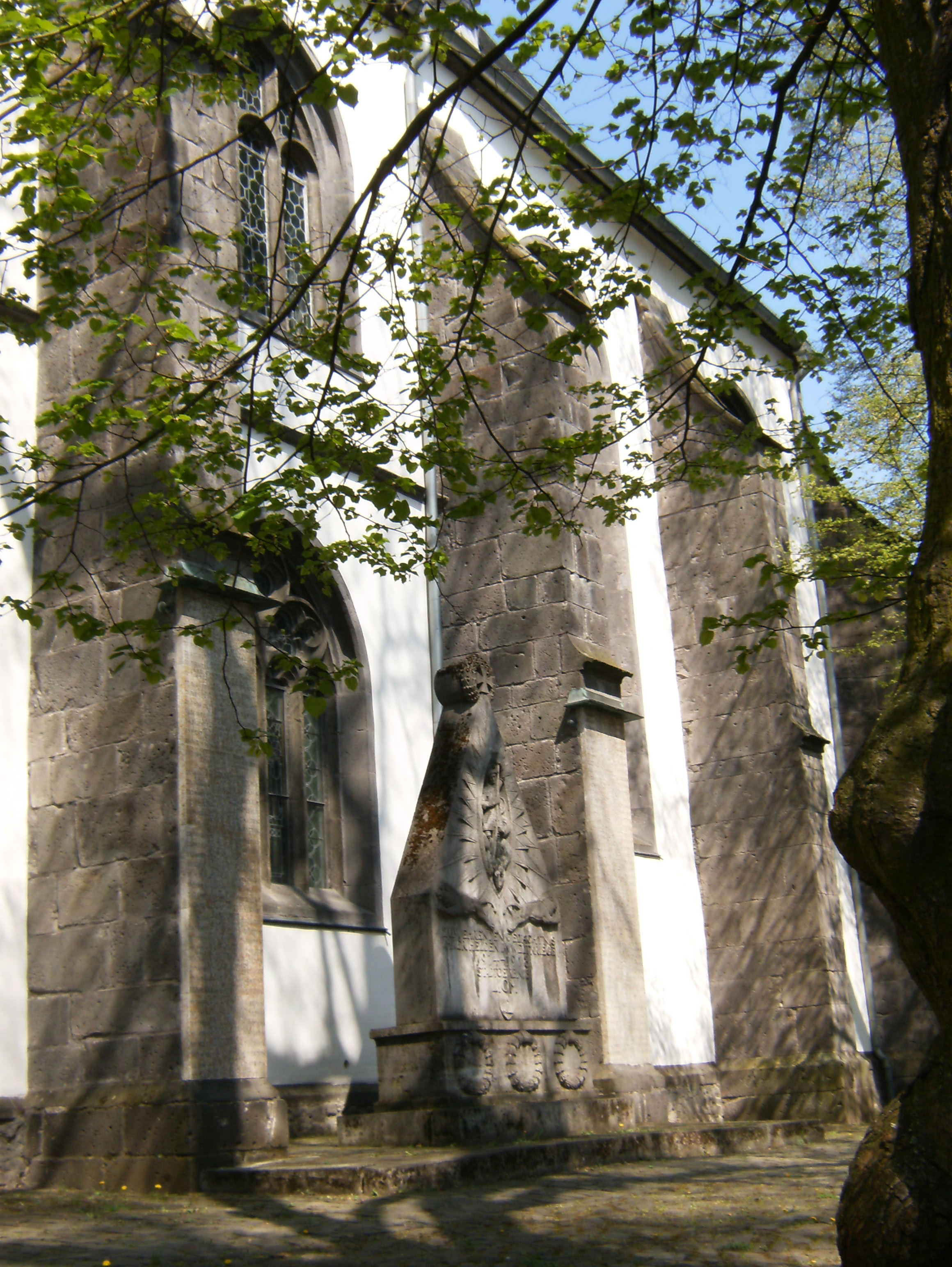
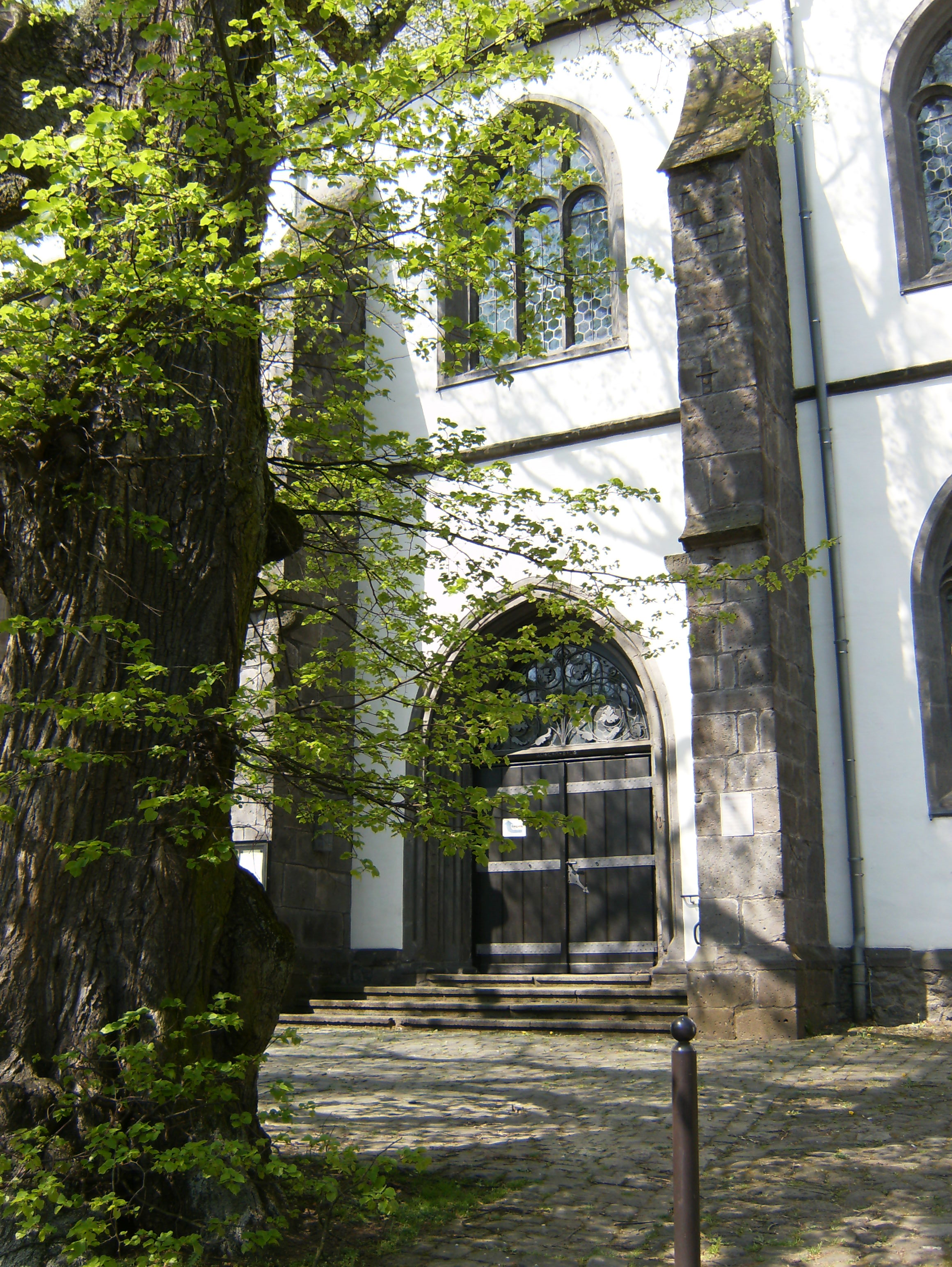
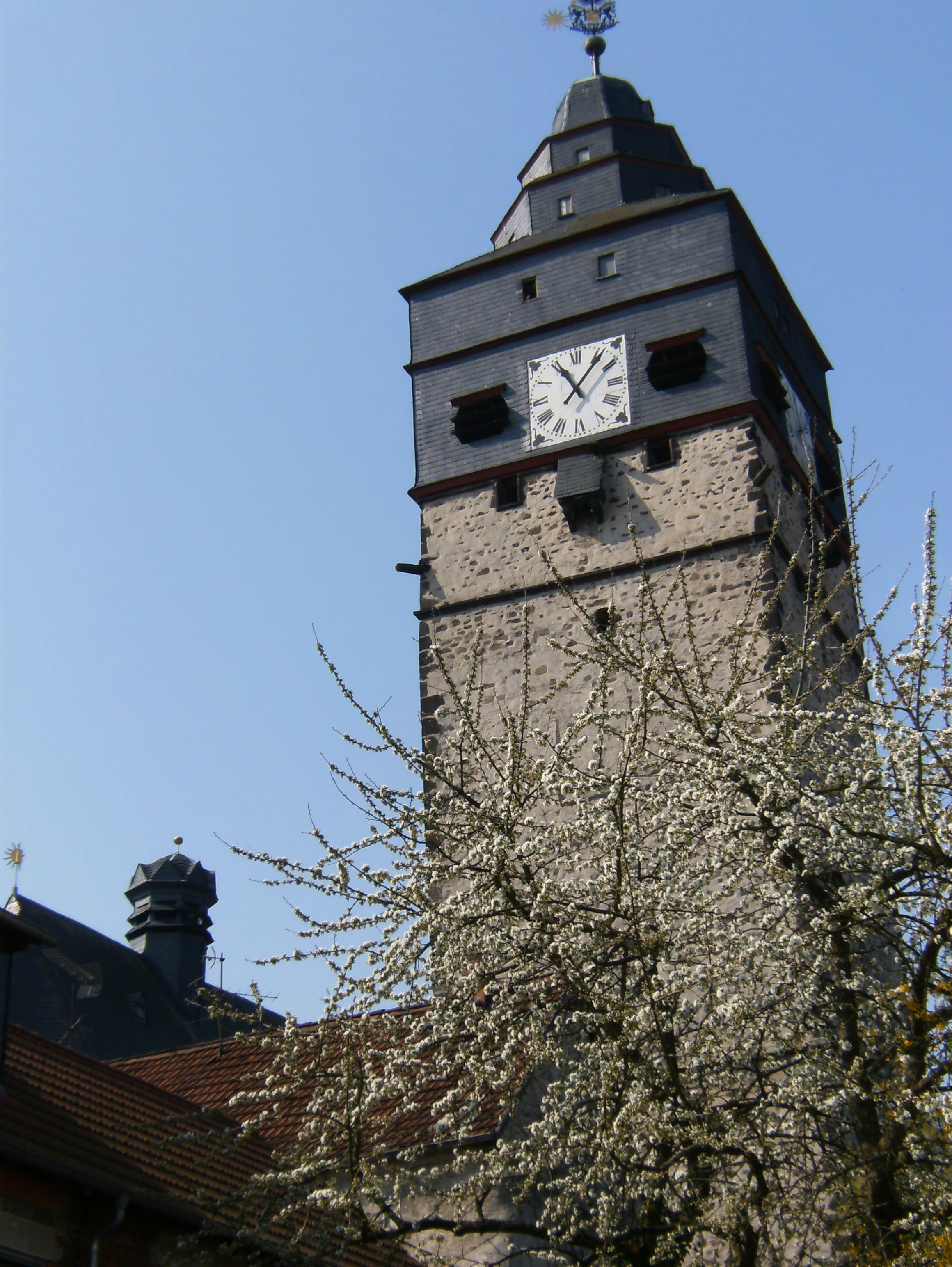
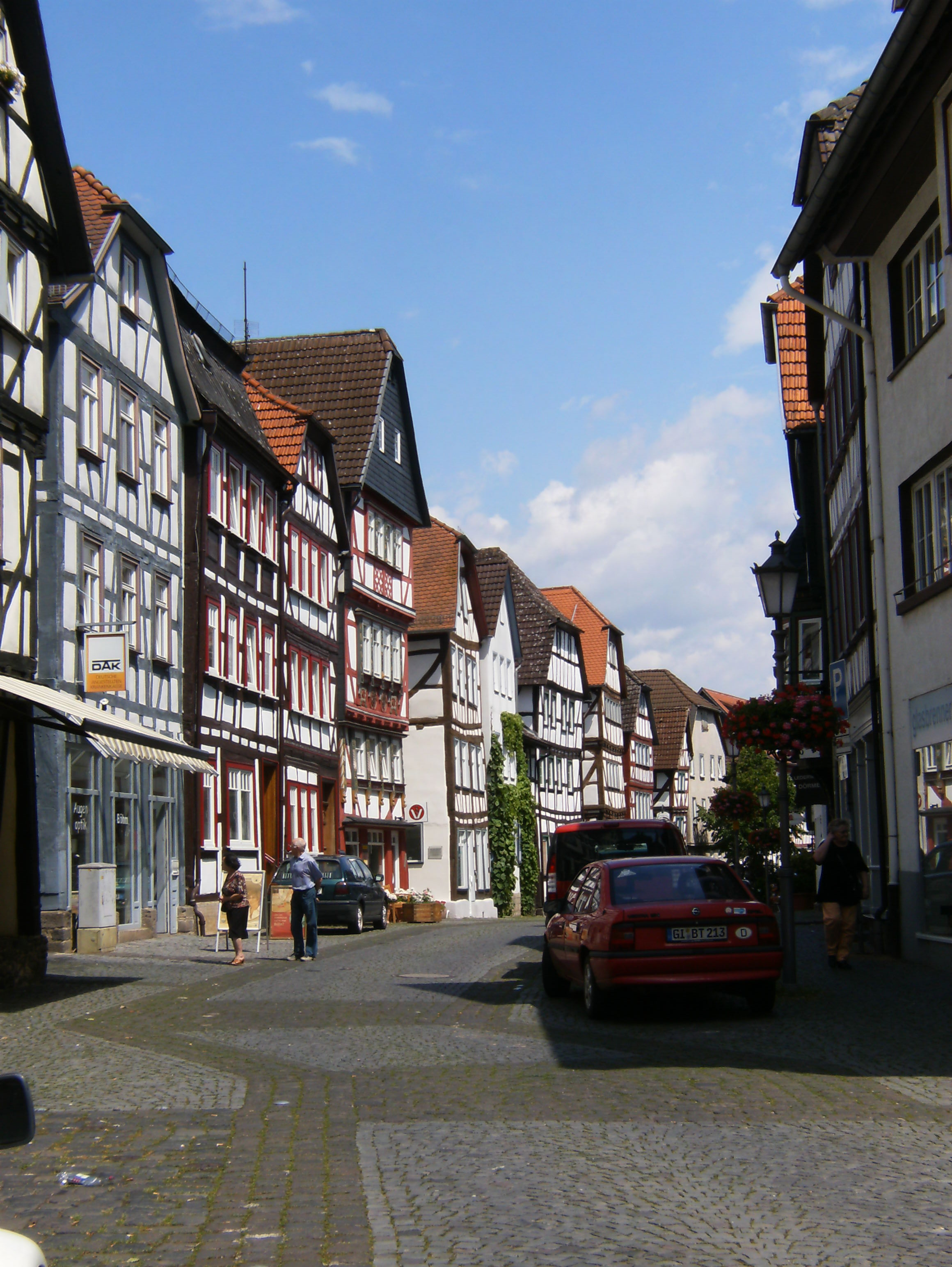
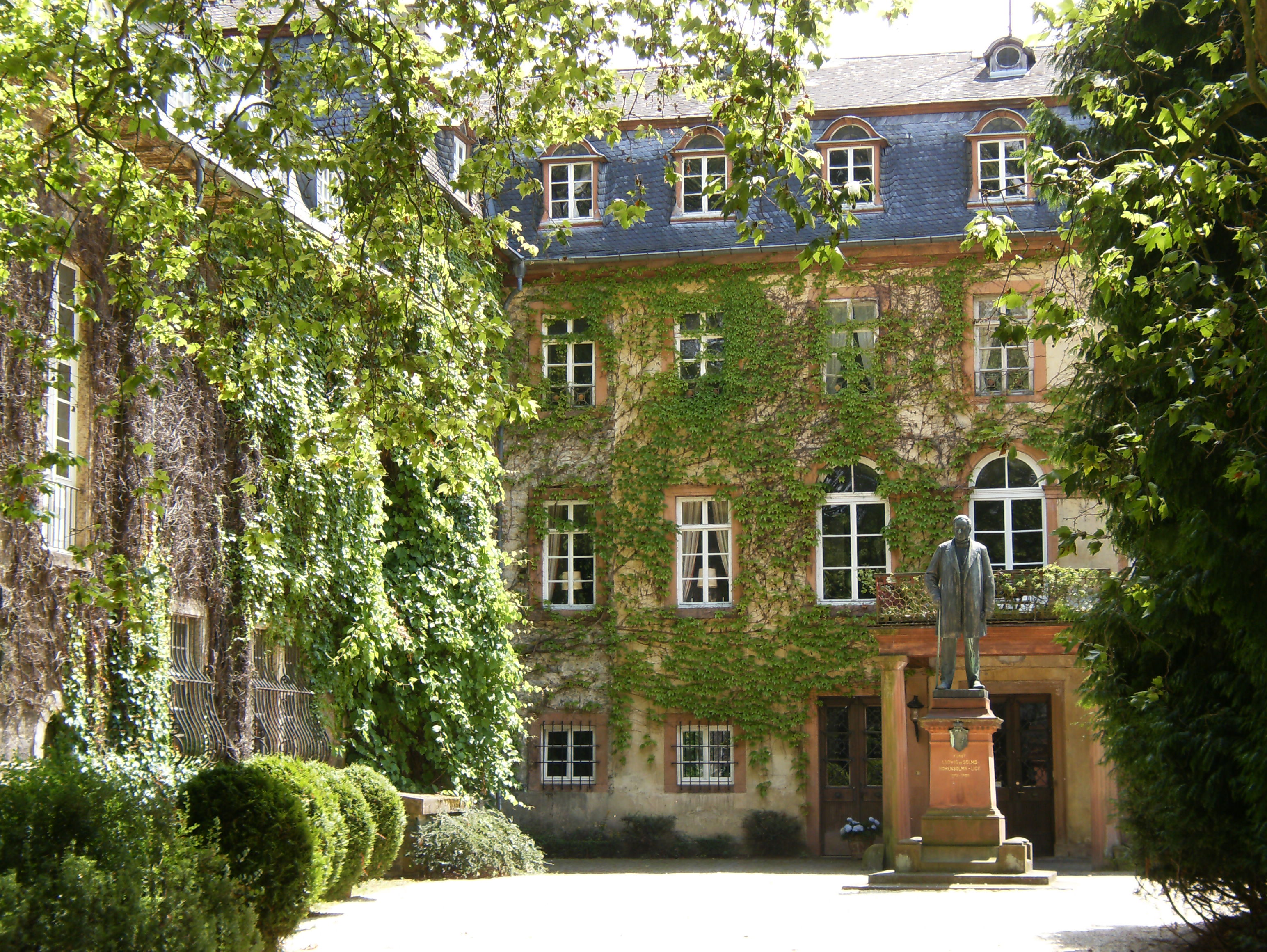
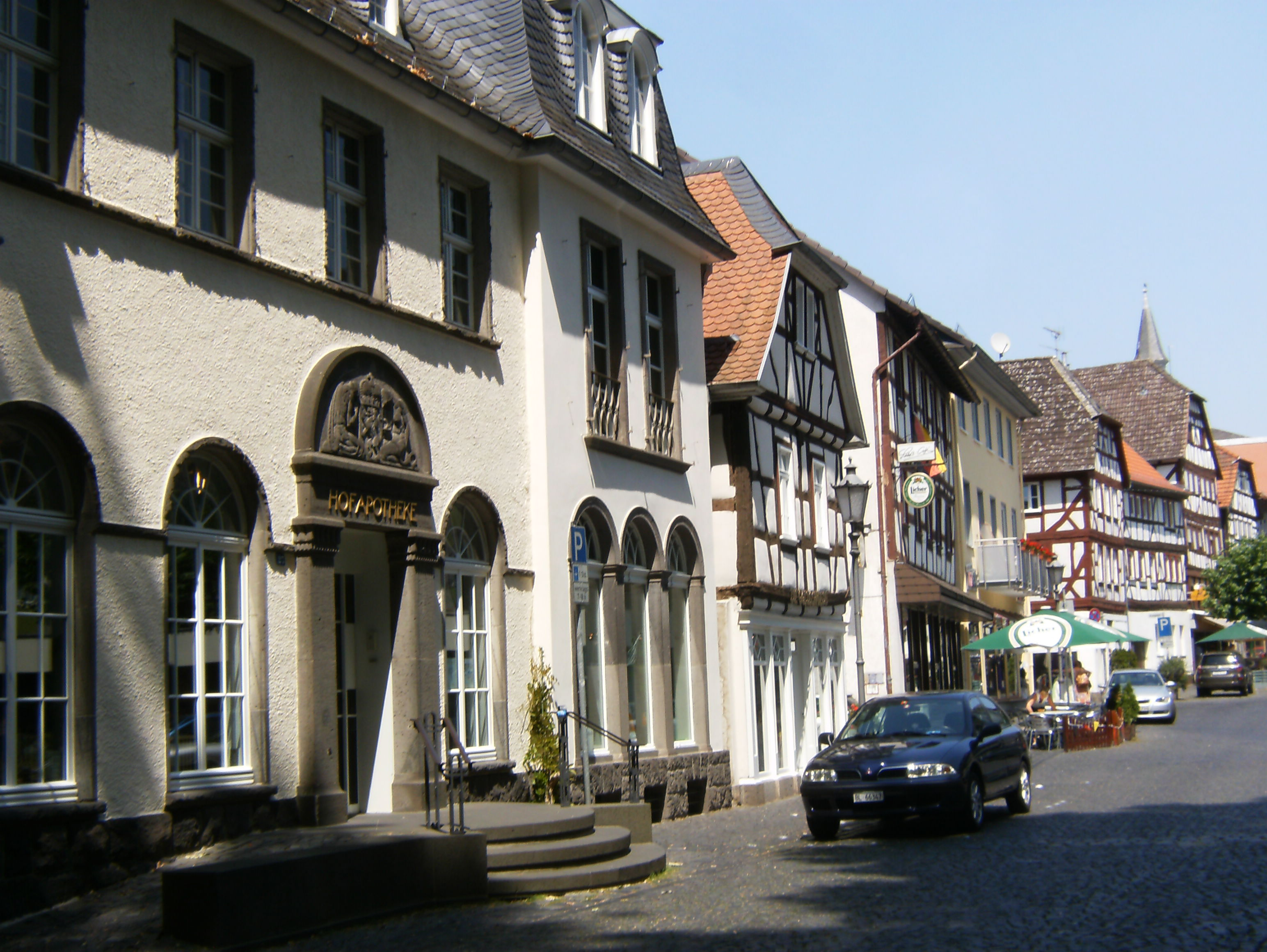
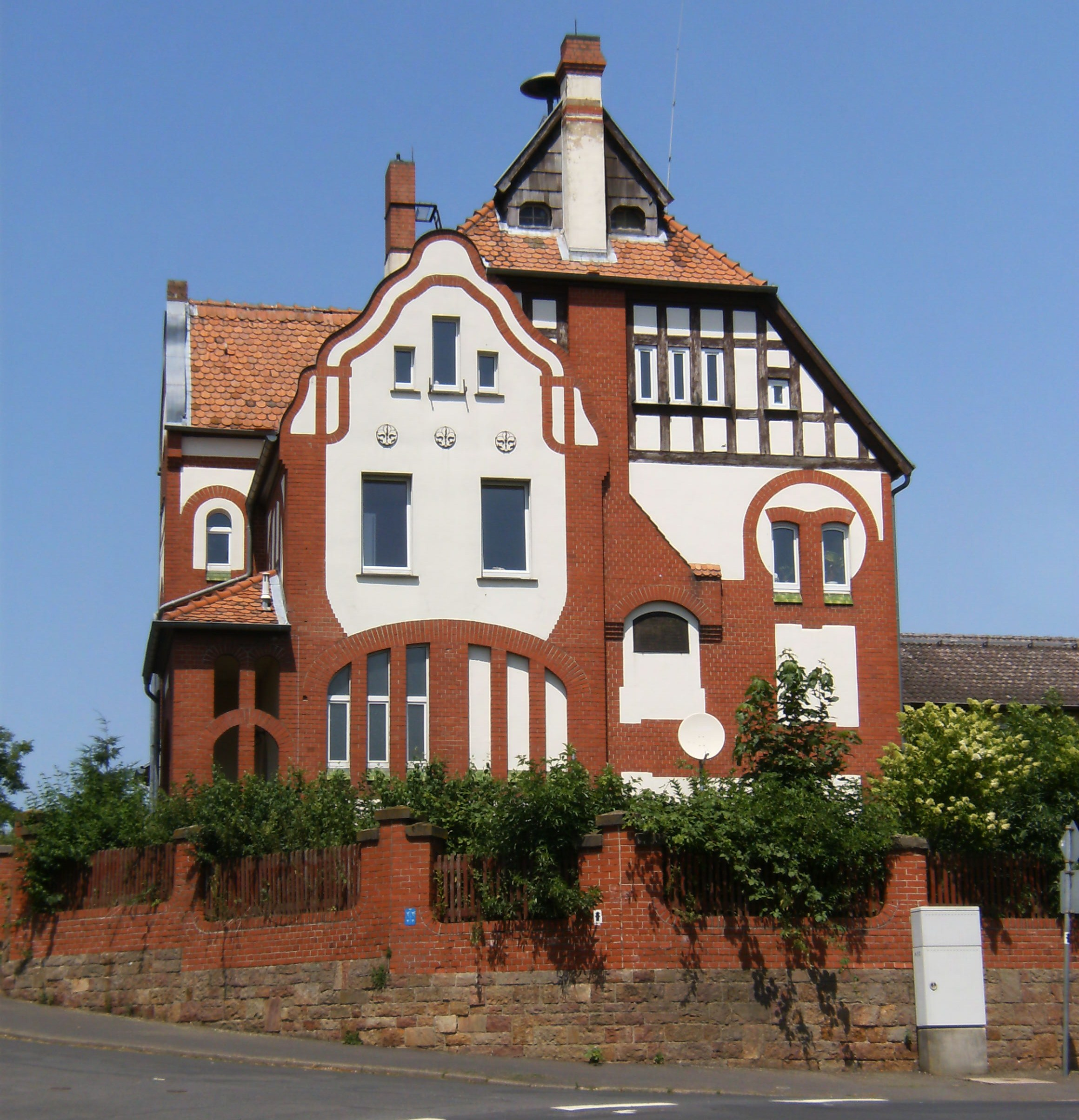
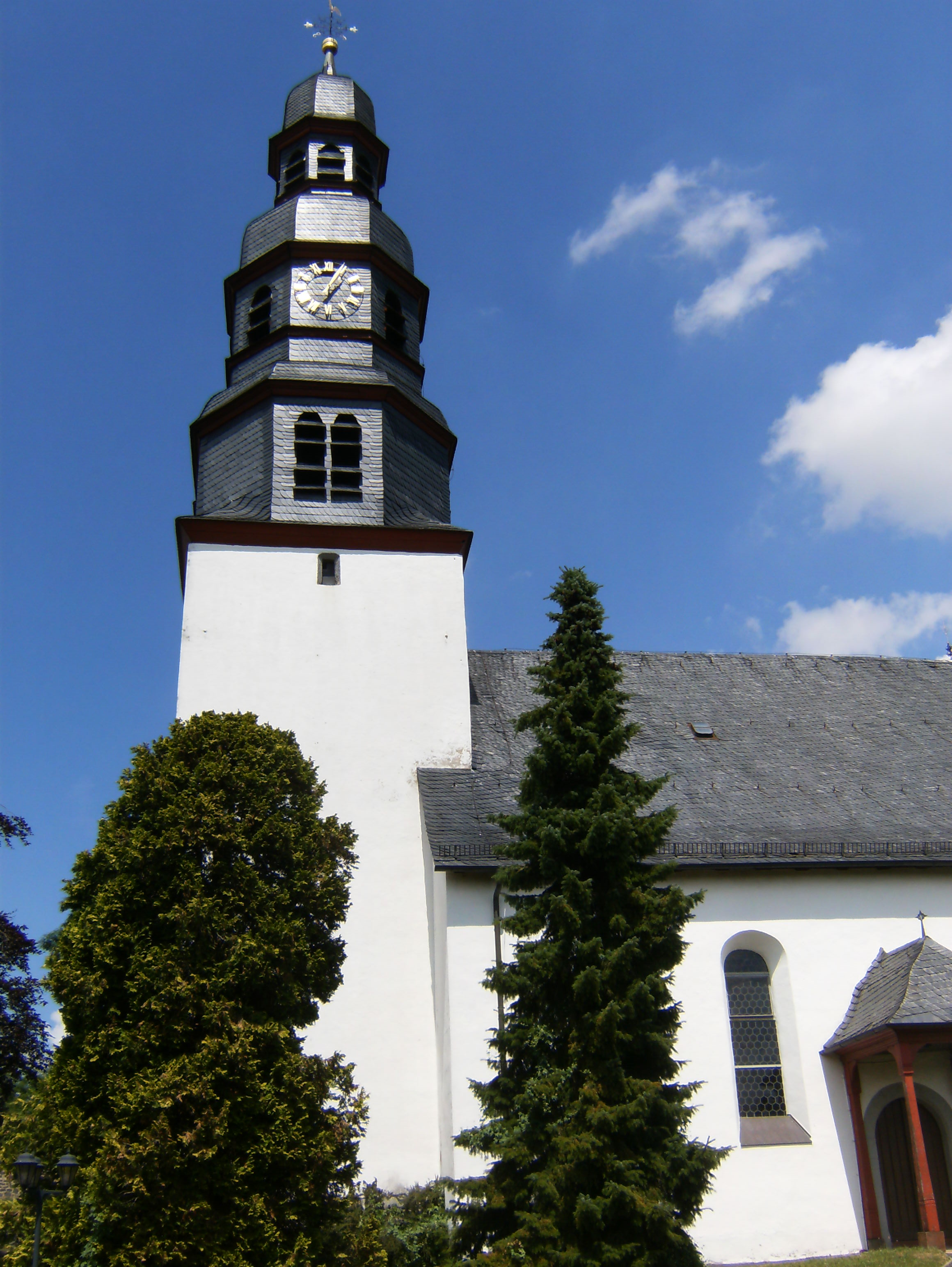
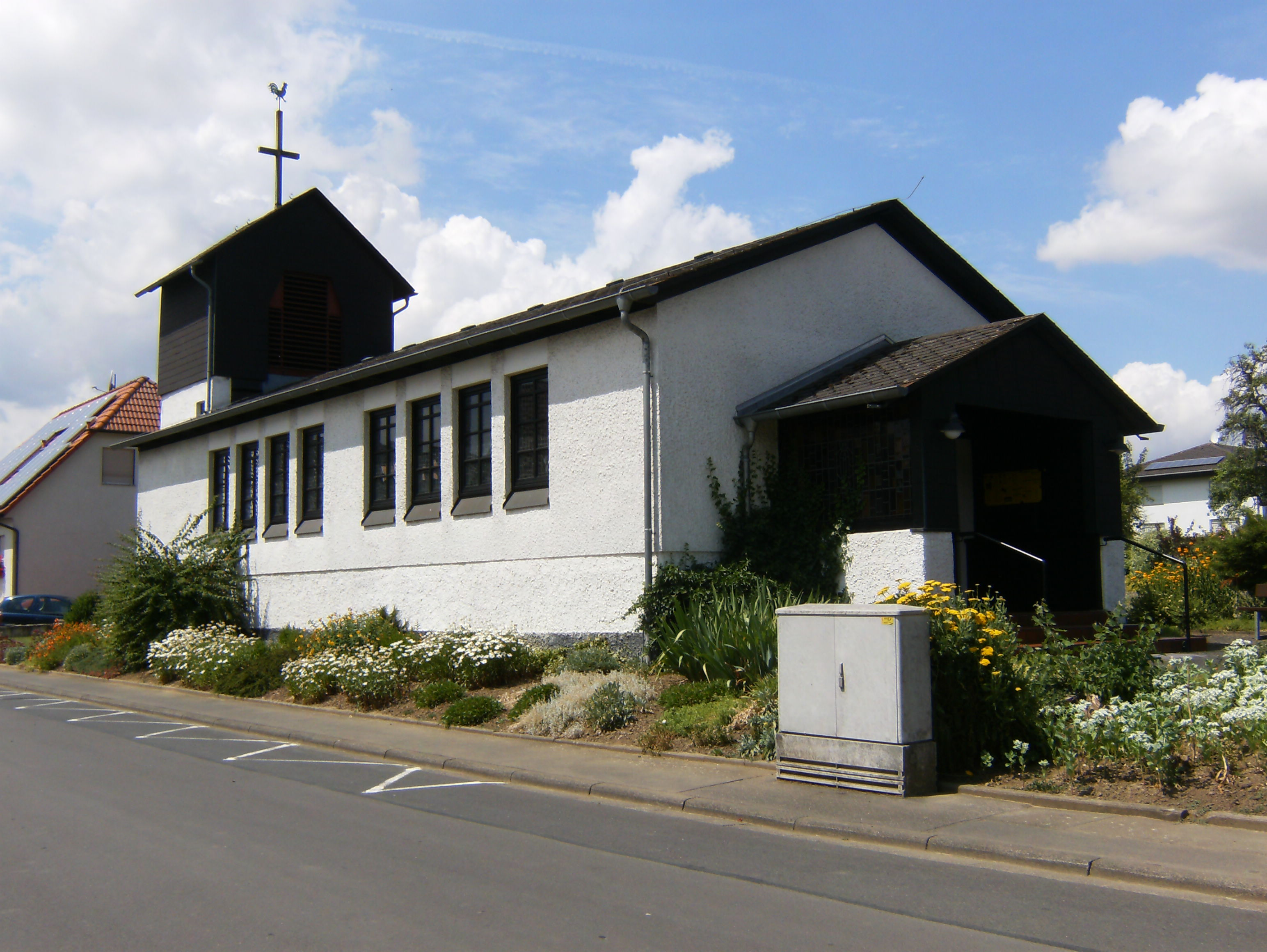
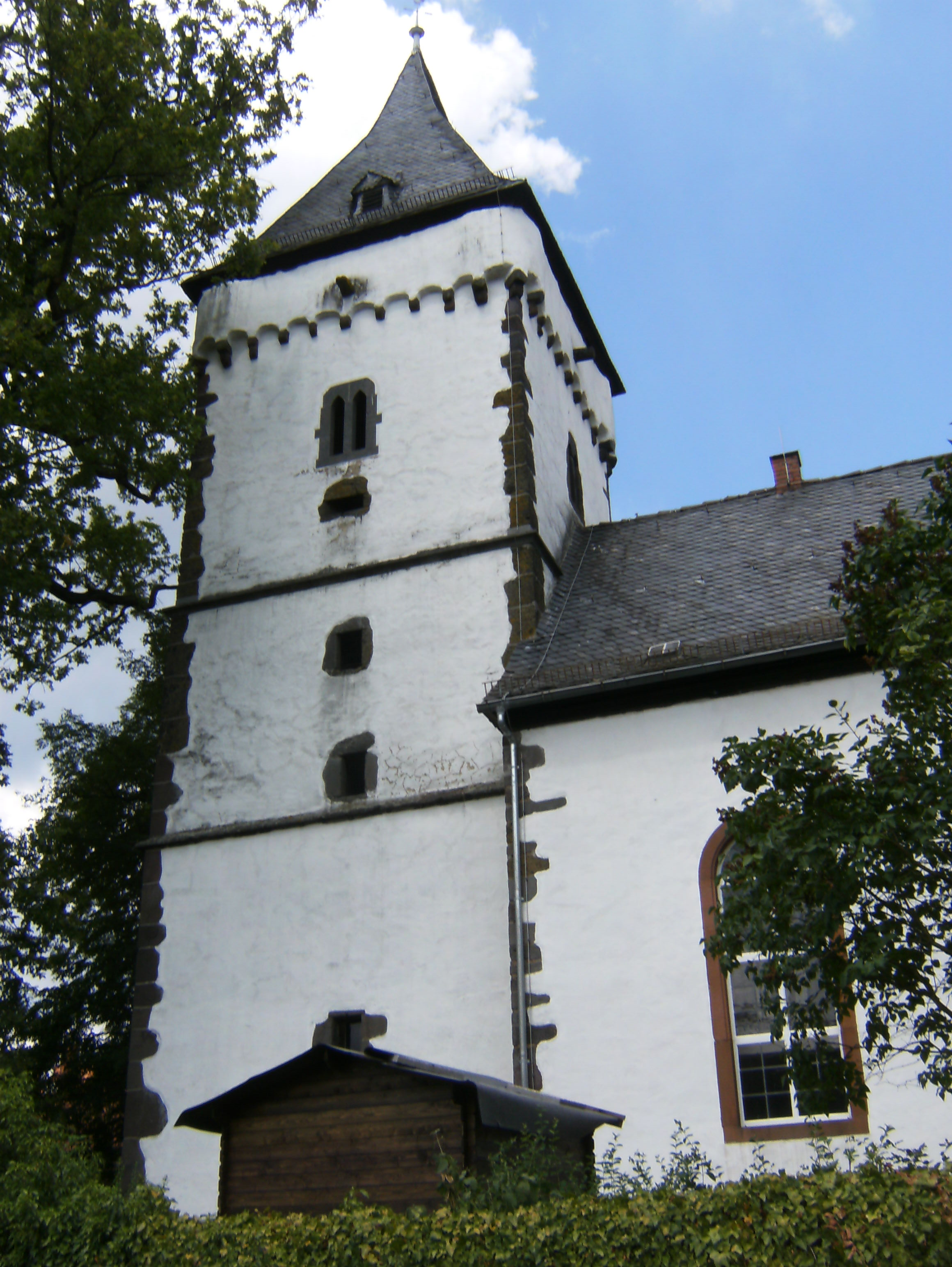
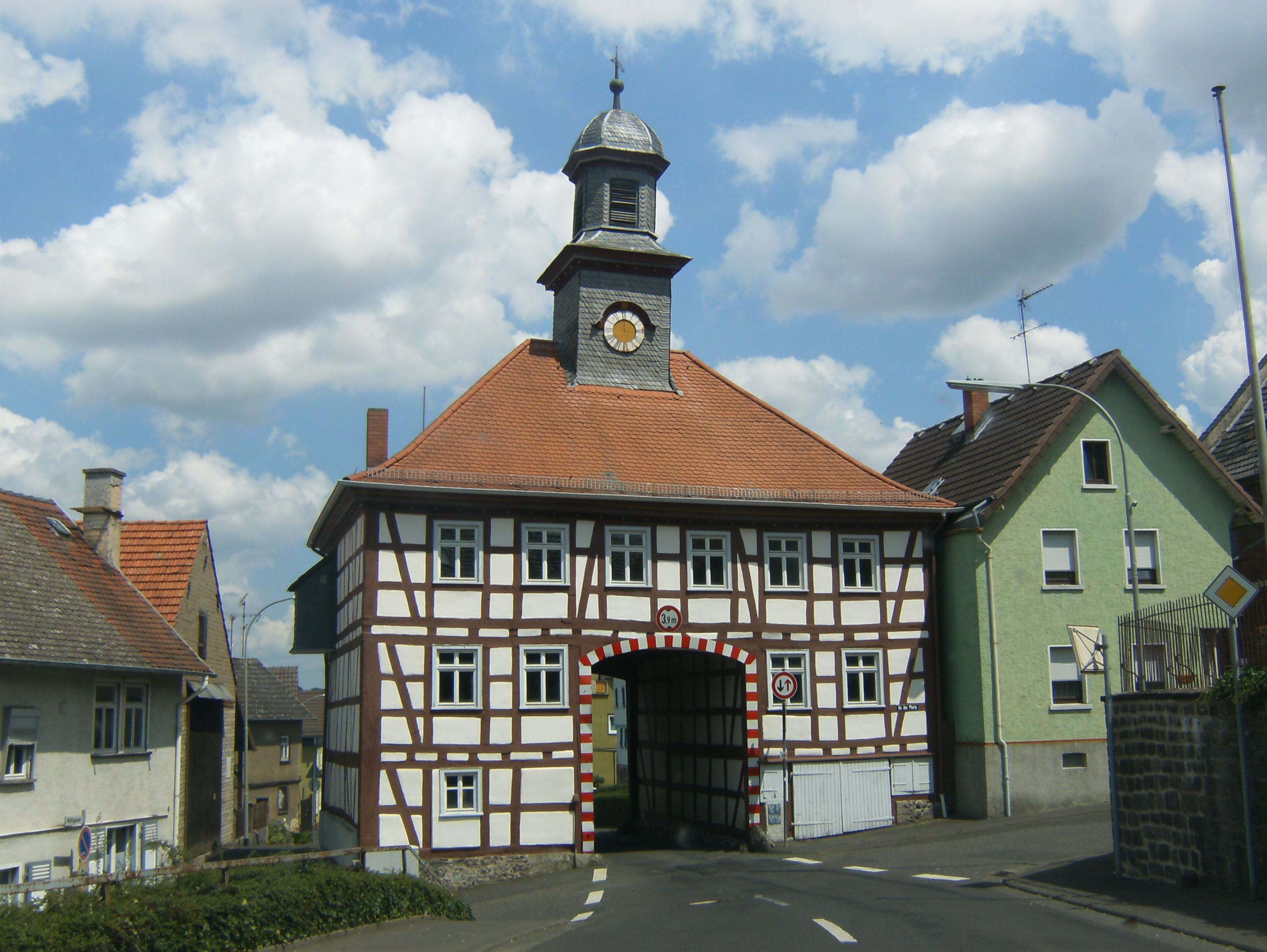
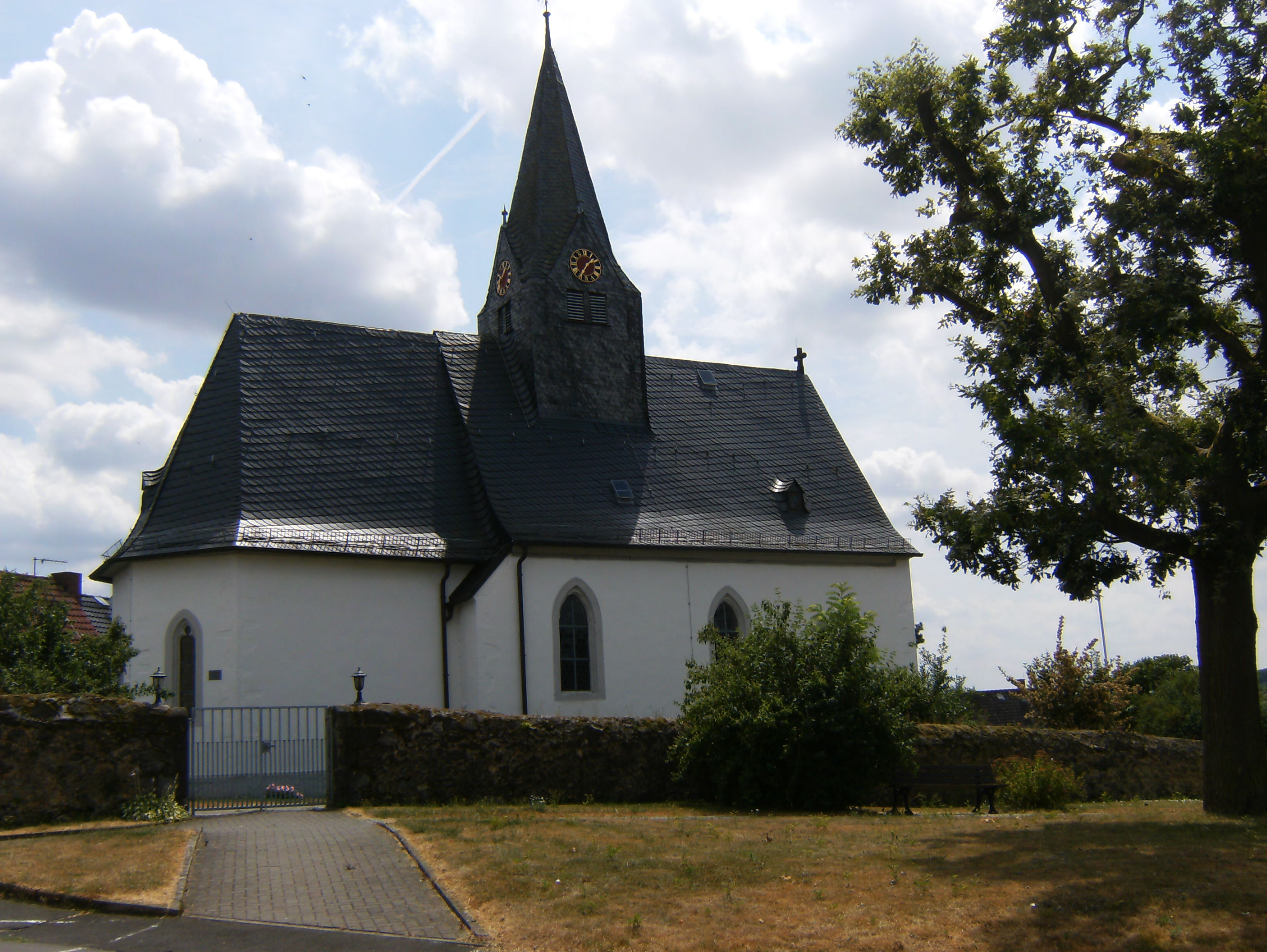
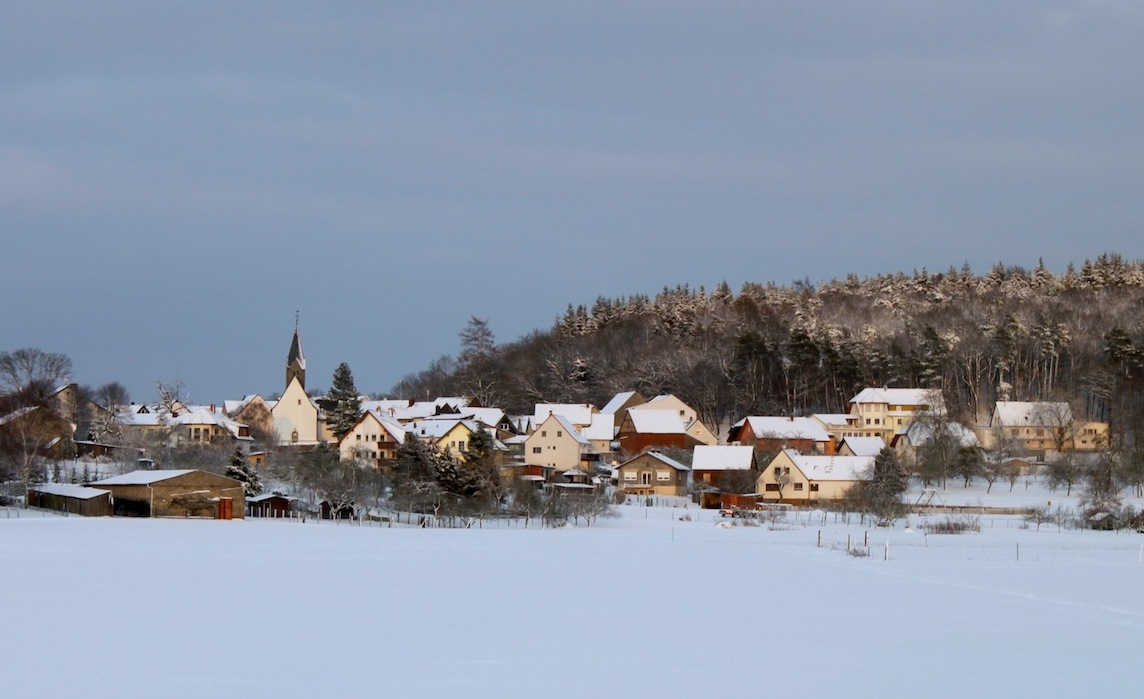